# أندي روسكو
أندي روسكو (بالإنجليزية: Andy Roscoe)‏ (4 يونيو 1973 بليفربول في المملكة المتحدة - ) هو لاعب كرة قدم بريطاني في مركز الدفاع. لعب مع بولتون واندررز ونادي إكزتر سيتي ونادي روذرهام يونايتد ونادي مانسفيلد تاون وليه جنيسيس ‏ وأثرتون لابورنوم روفرز ‏.

## وصلات خارجية
- أندي روسكو على موقع قاعدة بيانات كرة القدم.إي يو (الإنجليزية)
- أندي روسكو على موقع Soccerbase.com (لاعب) (الإنجليزية)